# Ulrich Perathoner
Ulrich Perathoner (25 aprile 1975) è un ex sciatore alpino italiano.

## Biografia
Specialista delle prove veloci originario di Selva di Val Gardena e fratello di Werner, a sua volta sciatore alpino, Ulrich Perathoner esordì in Coppa Europa il 16 gennaio 1995 a La Thuile in discesa libera e in Coppa del Mondo l'11 gennaio 1997 a Chamonix nella medesima specialità, in entrambi i casi senza completare la prova. In Coppa del Mondo ottenne il miglior piazzamento il 6 dicembre 1997 a Beaver Creek in supergigante (22º) e prese per l'ultima volta il via il 29 dicembre 1998 a Bormio in discesa libera (33º); si ritirò al termine della stagione 2001-2002 e la sua ultima gara fu uno slalom gigante FIS disputato l'11 aprile a Breuil-Cervinia. Non prese parte a rassegne olimpiche o iridate.

## Palmarès

### Coppa del Mondo
- Miglior piazzamento in classifica generale: 125º nel 1998

### Coppa Europa
- Miglior piazzamento in classifica generale: 5º nel 1997

### Campionati italiani
- 1 medaglia[2]:
  - 1 argento (slalom gigante nel 1997)